# Andrew Smith (landhockeyspelare)
Andrew Smith, född den 1 november 1978 i Wollongong, Australien, är en australisk landhockeyspelare.
Han tog OS-brons i herrarnas landhockeyturnering i samband med de olympiska landhockeytävlingarna 2008 i Peking.